# Eduard Hladisch
Eduard Rudolf Hladisch,  född den 10 februari 1890 i Österrike, död den 11 augusti 1968, var en österrikisk kompositör, musikarrangör, kapellmästare och violinist, till stor del verksam i Sverige.
Hladisch verkade från 1907 som violinist vid bland annat Wiener Volksoper och Wienerfilharmonikerna. Parallellt studerade han kompostionslära för Arnold Schönberg.
Från 1924 verkade Hladisch i Sverige där han först hade egen orkester på Fenixpalatset och senare (1930-talet) ledde orkestern vid Oscarsteatern. Han komponerade och arrangerade också mycket musik för Sveriges Radio samt skrev musik för film, teater och revy, det sistnämnda bland annat tillsammans med Alf Henrikson som textförfattare. Det var också Hladisch som instrumenterade Jules Sylvains operett Zorina inför dess uppsättning på Kungliga Operan i Stockholm 1943. 
Han gifte sig med Nils Ferlins syster Ruth (1900-1988) och fick sonen Bertil (1931-2016). 
På grammofonskiva debuterade Hladisch 1932 som dirigent för ett par i London gjorda inspelningar för märket Veckans skiva. Senare gjorde han inspelningar även för Polydor (tidigt 40-tal) och Cupol (främst 50-talet).

## Filmmusik
- 1941 – Uppåt igen
- 1944 – Kärlekslivets offer
- 1945 – Idel ädel adel